# Olen
Olen est une commune néerlandophone de Belgique située en Région flamande dans la province d'Anvers.
Olen est célèbre pour sa légende du Pot de Olen.

## Héraldique
|  | La commune possède des armoiries qui lui ont été octroyées le 6 octobre 1819 et à nouveau le 25 mai 1838. Elles sont basées sur une image ou une description envoyée par la commune au Collège néerlandais des armoiries au début du XIXe siècle. Aucune information sur la signification de l'origine n'a été ajoutée et les armoiries ont été accordées comme telles. Après l'indépendance de la Belgique, les armoiries ont été confirmées. Le village et son état, devenu plus tard le comté d'Olen, sont devenus une possession de la Maison de Merode en 1417 et la famille a dirigé le village jusqu'à la fin du XVIIIe siècle. Le seul sceau connu du village, datant de 1780, montre les armoiries de Mérode avec Saint Martin de Tours, le saint patron local, derrière l'écu. En 1995, le Conseil héraldique flamand a proposé à la municipalité de remplacer les armoiries par les armoiries plus historiques des de Merode, mais la commune a refusé. Blasonnement : Part en 1. et 4. d'azur à une étoile à cinq branches d'or, e 2. et 3. d'azur à trois barres obliques d'argent. (Traduction libre) Source du blasonnement : Heraldy of the World. |

## Démographie

### Évolution démographique
Graphe de l'évolution de la population de la commune.
- Source : DGS - Remarque: 1806 jusqu'à 1981=recensement; depuis 1990=nombre d'habitants chaque 1er janvier